# Юрьево (Нижегородская область)
Ю́рьево — село в Гагинском районе Нижегородской области. Административный центр Юрьевского сельсовета.

## География
Село находится на левом берегу реки Пьяна.

### Часовой пояс
Село Юрьево, как и вся Нижегородская область, находится в часовой зоне МСК (московское время). Смещение применяемого времени относительно UTC составляет +3:00.

## Население
| 2002 | 2010 |
| ---- | ---- |
| 271  | ↗311 |

## Достопримечательности
В селе расположены два храма: в честь Обновления храма Воскресения Христова в Иерусалиме (XIX век) и кирпичный храм в честь иконы Божией Матери «Державная» (2001).  28 сентября 2010 года при храме в честь Воскресения словущего открыта воскресная школа.